# Arena Omsk
Arena Omsk (ros. Арена-Омск) – hala widowiskowo-sportowa z lodowiskiem w Omsku, w Rosji. 

## Historia
Została otwarta w 2007. Koszt budowy wyniósł 150 mln $.
Hala może pomieścić około 10 318 osób w czasie rozgrywek hokejowych oraz do 11 000 w czasie koncertów muzycznych. Na co dzień występuje na niej klub Awangard Omsk. Wcześniejszym obiektem drużyny był Sportowo-Koncertowy Kompleks im. Wiktora Blinowa.
Do 2012 właścicielem obiektu był Roman Abramowicz, który przekazał ją na rzecz klubu Awangard.
Ważniejsze imprezy: Super Series 2007
Z uwagi na ujawnione problemy konstrukcyjne w hali zagrażające bezpieczeństwu, latem 2018 drużyna hokejowa Awangardu została zmuszona rozgrywać mecze w oddalonym około 2200 km (trzy strefy czasowe) od Omska mieście Bałaszycha. W 2019 Arena Omsk została zamknięta.
Sezon KHL (2021/2022) miał być ostatnim rozgrywanym przez Awangard w tym mieście. Na początku edycji KHL (2022/2023) w dniu 1 października 2022 oficjalnie otwarto nowy obiekt G-Drive Arena i tego dnia Awangard powrócił do rozgrywania meczów domowych w swoim mieście.